# San Medel (Segovia)
San Medel es un despoblado español situado en los términos municipales de Valseca y Bernuy de Porreros, en la provincia de Segovia, comunidad autónoma de Castilla y León.
Pese a quedar deshabitado durante la Edad Moderna, San Medel sigue siendo actualmente la capital de uno de los nueve arciprestazgos de la Diócesis de Segovia.

## Geografía

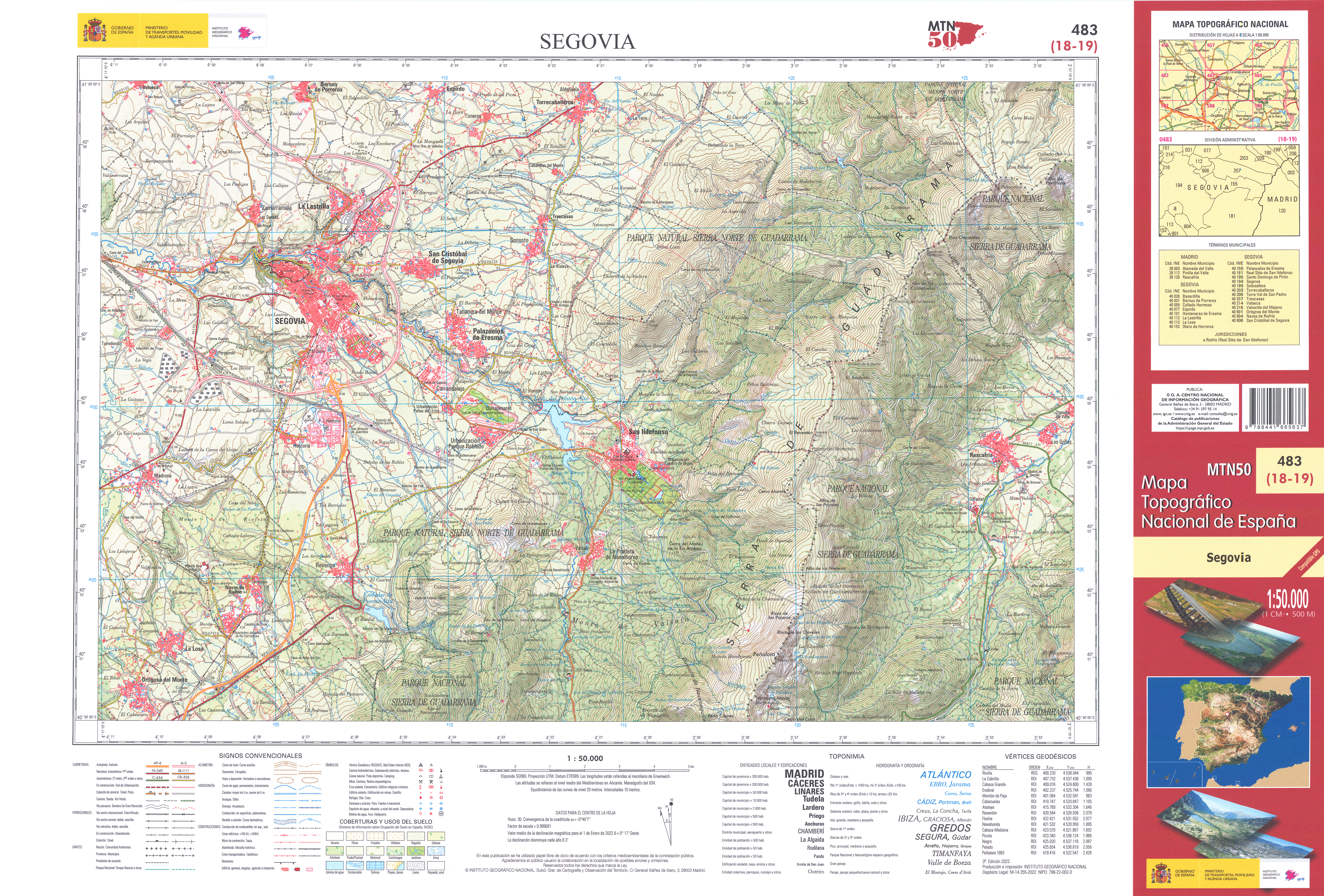
Fragmento 0483 de la hoja 483 del Mapa Topográfico Nacional de España (2022), se representa la parte sur de la zona donde se ubicó San Medel

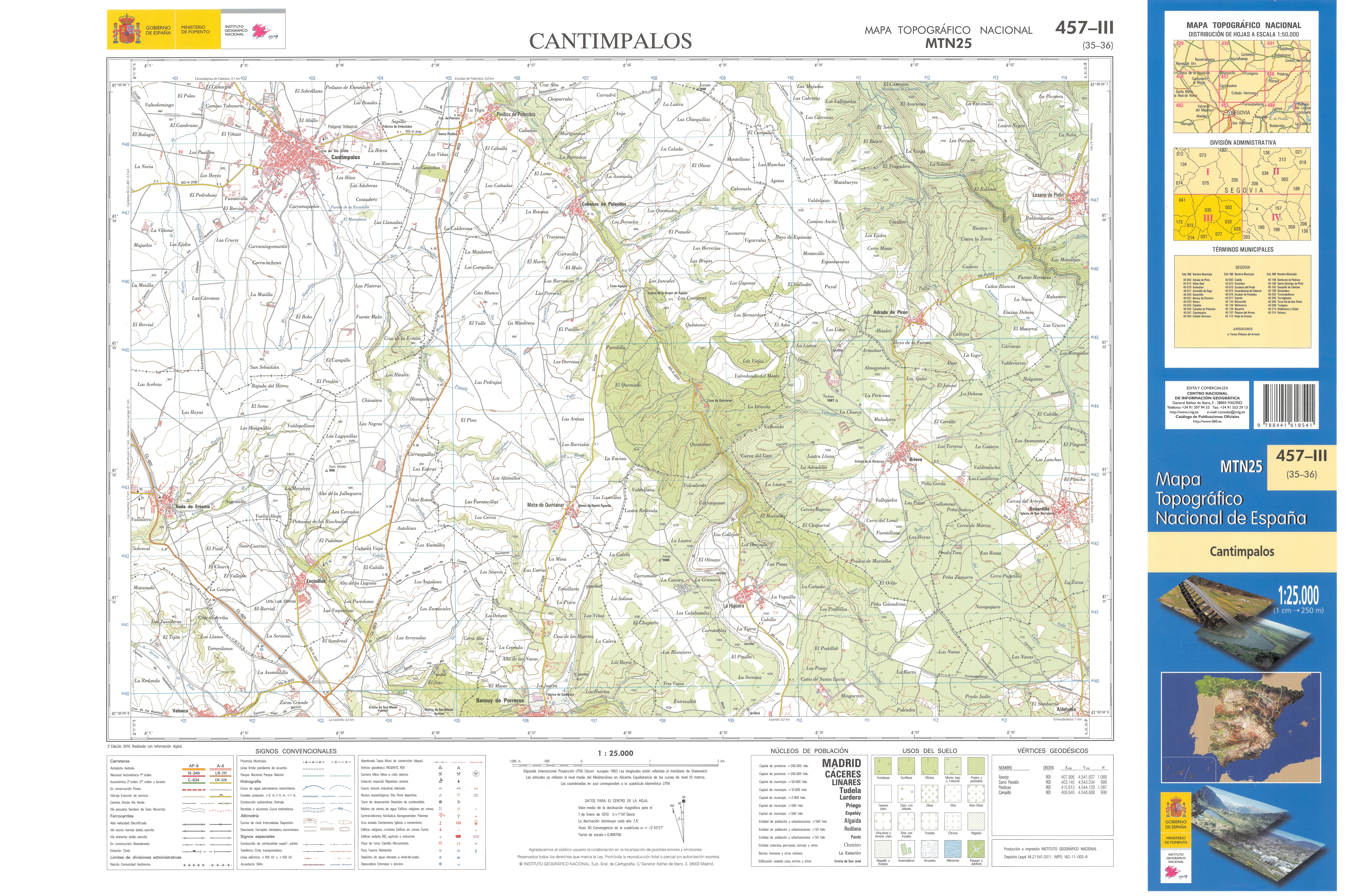
Fragmento 0457c3 de la hoja 457 del Mapa Topográfico Nacional de España de 2010 en el que se representa la parte norte de la zona donde se ubicó San Medel

Se sitúa a 1700 m al oeste del núcleo de Bernuy de Porreros, a 2000 al noreste de Encinillas cruzando la CL-603 y a 2300 al este del de Valseca cruzando la Autovía de Pinares. Al norte de la localidad fluye el arroyo de San Medel, que, con su inicio entre Torrecaballeros y Tizneros, vierte sus aguas en el río Eresma en Los Huertos.

## Historia

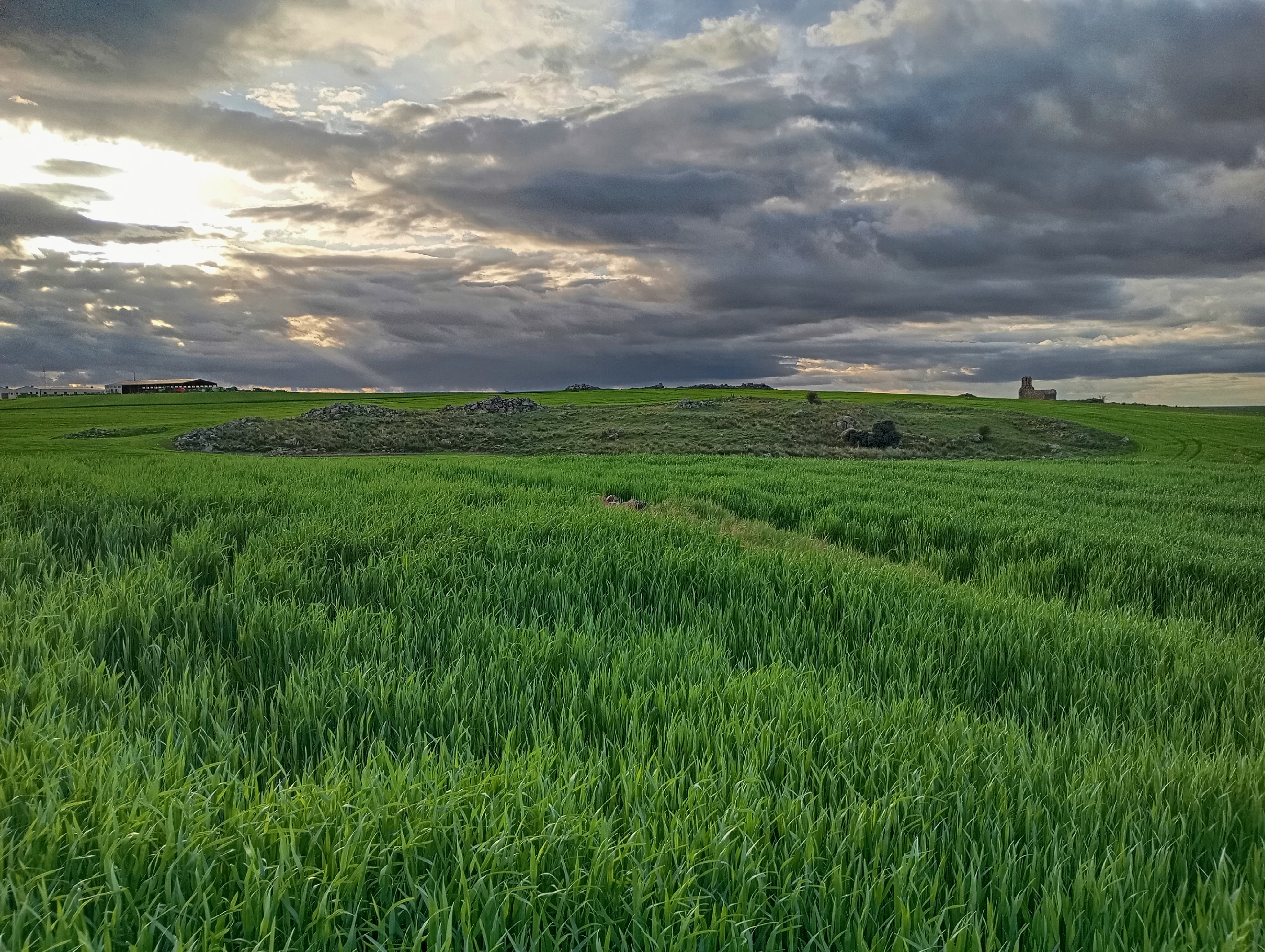
Restos ruinosos entre campos de cultivo del despoblado, iglesia parroquial al fondo.

En su término existen restos celtíberos en la toponimia y restos arqueológicos de castros, sin embargo no es hasta la Reconquista cuando la Comunidad de Ciudad y Tierra de Segovia dio un impulso organizativo y poblacional a la zona, fundando o repoblando San Medel, que quedó encuadrado desde entonces en su Sexmo de Cabezas, evolucionando su nombre de San Emeterio o Santmeder al actual.
En 1446 sabemos que San Medel estaba al frente de una vicaría a la que pertenecía Agejas, pese a su relevancia eclesiástica en esta época, la población ya debía ser poco numerosa y antes de 1591 se vació de habitantes aunque pudo contar con alguno en el censo de 1594, ya que junto a Bernuy y Encinillas sumaban los tres núcleos 78 vecinos (unidades familiares). Pudo quizás aguantar con población ínfima hasta el siglo XVIII.
Su término paso a Valseca tras un pleito con Bernuy en 1768, quedando siendo un anejo del segundo en término del primero. Pervivió el término constituido por una venta y un molino ya constatados en 1773.
En 1878 desde San Medel se cobró portazgo a quienes viajaban por la nueva carretera de Valladolid.
La venta, que fue reinaugurada en 1836 y 1906, cerró sus puertas en mayo de 1928, cuando la ventera fue asesinada por un quinquillero, un sonado crimen que no fue el único en esos años.
En 1940 vuelve a figurar momentáneamente como caserío habitando con dos viviendas y otras dos edificaciones que aglutinaban 14 habitantes de derecho; 13 de hecho.
En 1950 el molino cesaría su actividad y ya en 1992 surgió en sus proximidades, junto a la carretera CL-601 reconvertida en la Autovía de Pinares, la estación de repostaje Gasóleos San Medel, adscrita a Campsa y posteriormente a Repsol, con la Ermita de San Medel en herencia y conmemoración al despoblado.
De nombre a la Cacera de San Medel, sistema comunal de riego de origen medieval que abastece a varios de los pueblos de la presierra de Guadarrama y al Club Deportivo San Medel de Torrecaballeros, uno de ellos.

## Cultura

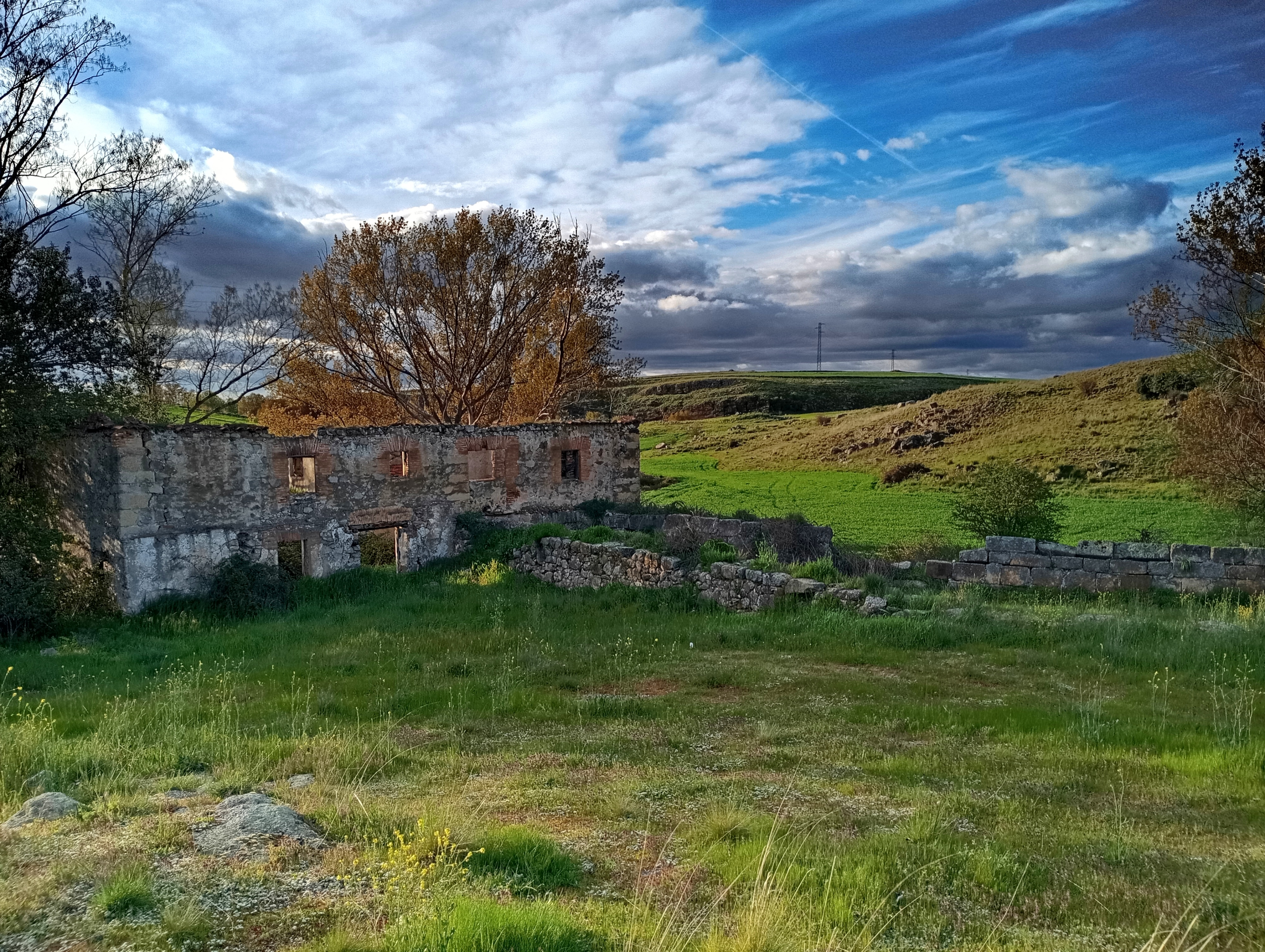
Molino de San Medel

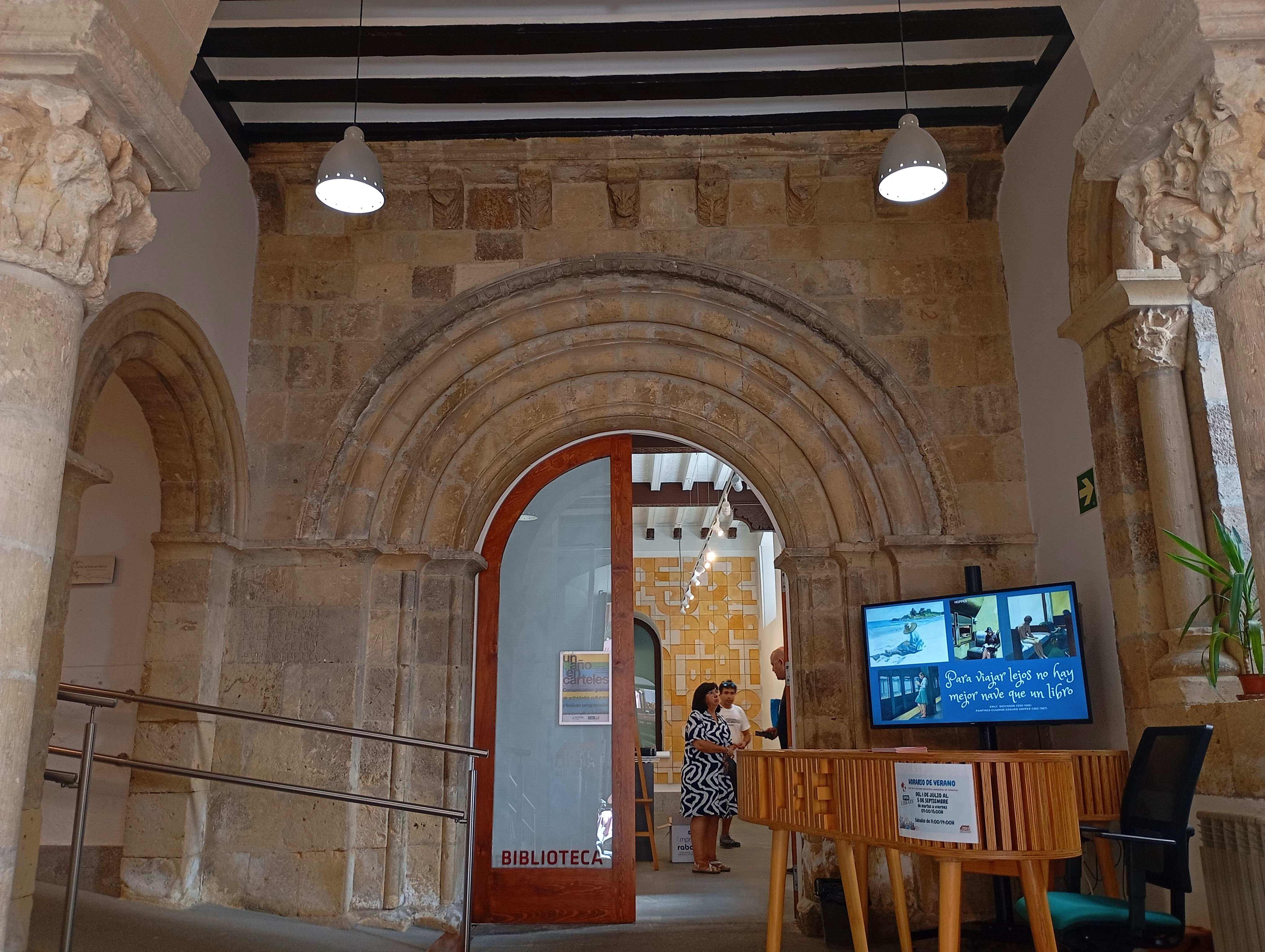
Elementos de la antigua iglesia parroquial románica de San Medel reutilizados en la entrada de la Cárcel Real de Segovia (actual Casa de la Lectura)

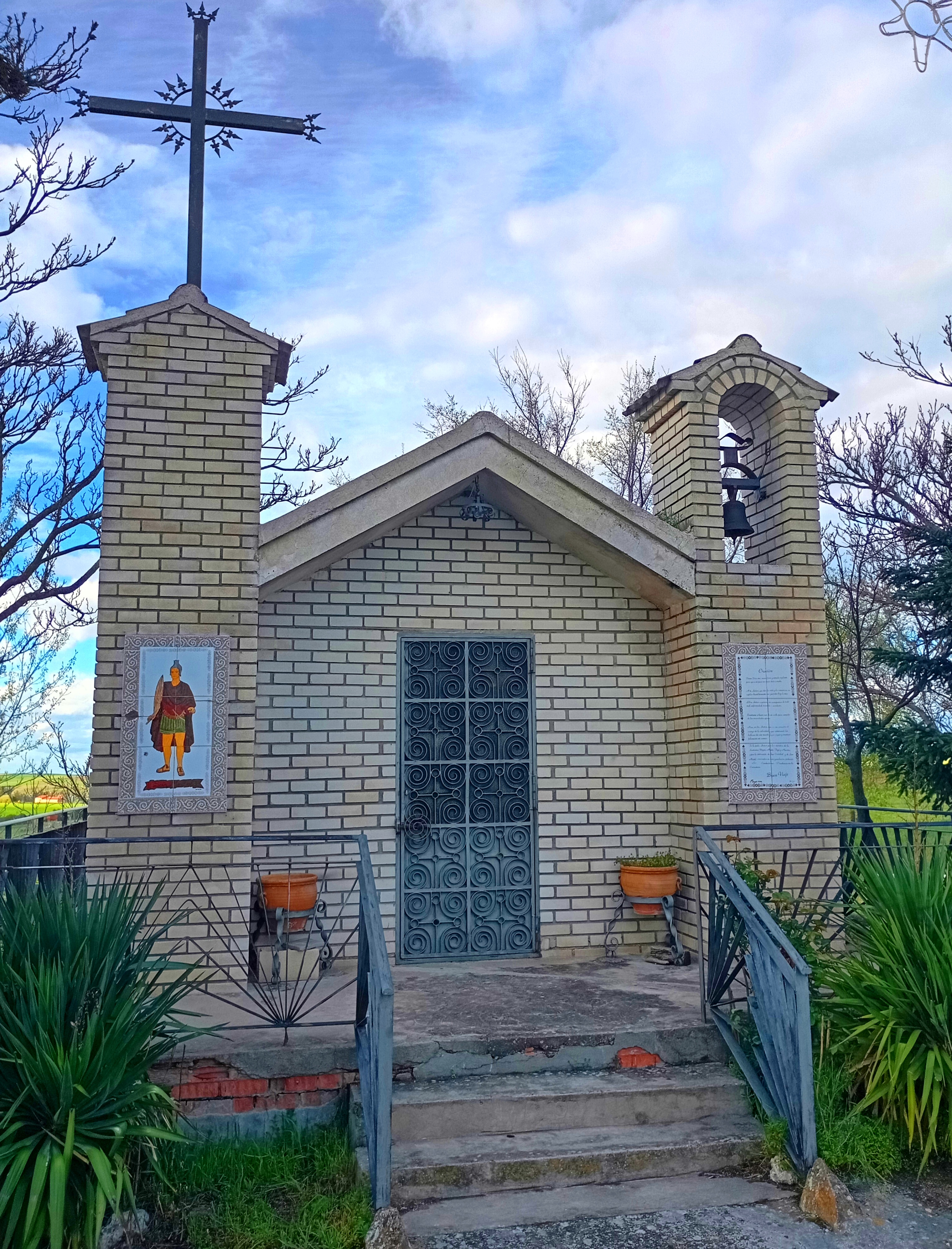
Ermita nueva de San Medel, capilla situada junto a la gasolinera de la Autovía de Pinares

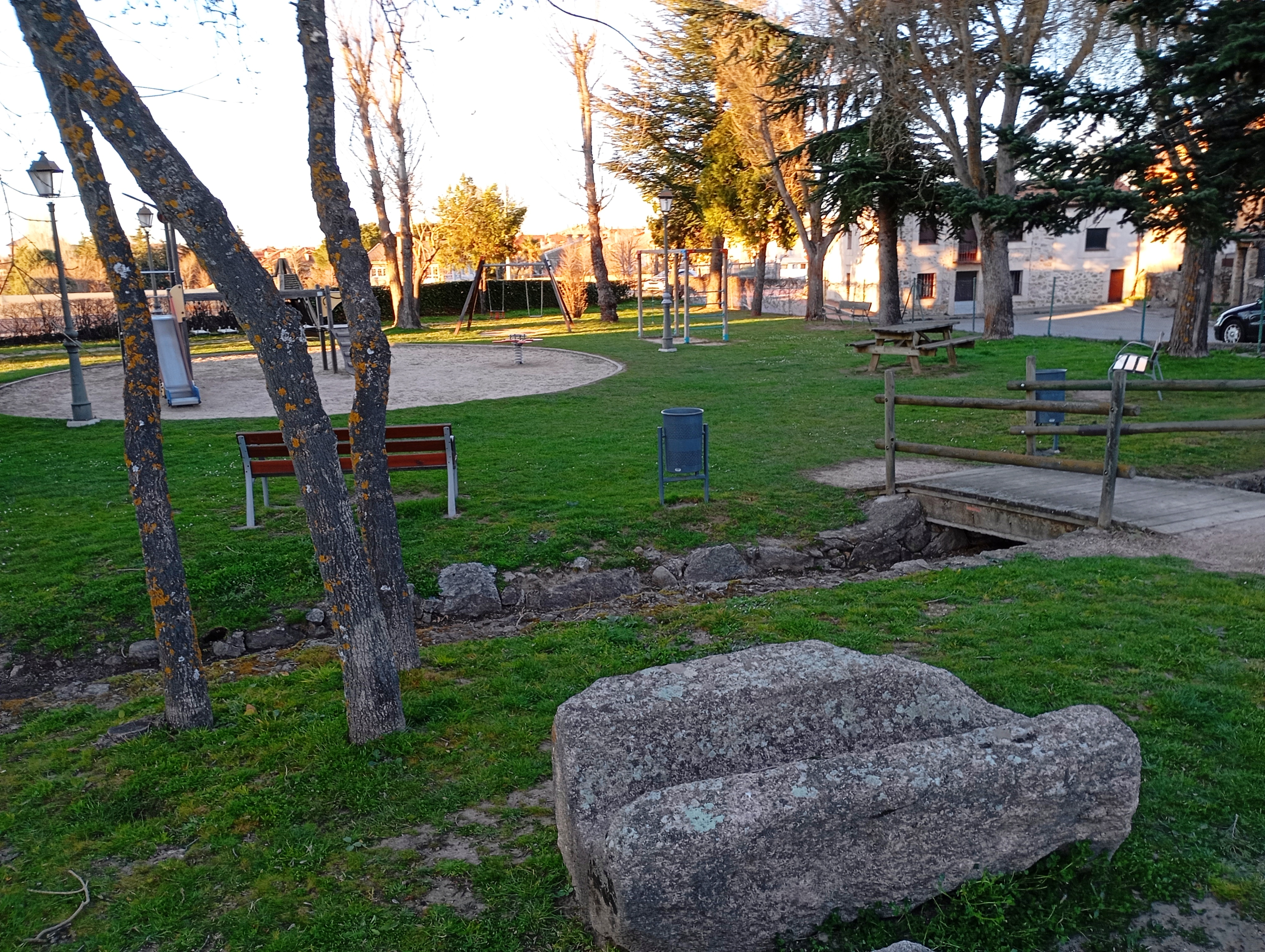
Acequia de San Medel a su paso por el núcleo urbano de Torrecaballeros, al frente una de las piezas de la canalización original de época medieval

### Patrimonio
- Iglesia de San Medel, antiguo templo parroquial románico original del siglo XII donde radica la sede del Arciprestazgo de La Granja-San Medel. Destacan su espadaña y las dos ventanas del lado norte, una alargada  con arco de medio punto, y otra más pequeña atravesada únicamente por la luz solar del 15 al 23 de marzo, el Octavario por la unidad de los cristianos. En 1945 fueron reubicados en Segovia: su portada en la Casa de la Lectura, dos de sus capiteles en el Alcázar y una de sus basas en la Veracruz. Fue incluida en la Lista roja de patrimonio en peligro el 15 de junio de 2021 por su pésimo estado de conservación dado el estado del abandono y expolio.
- Ermita de San Medel, construida  en 1992 por Gasóleos San Medel en su gasolinera de la Autovía de Pinares a su paso por San Medel.
- Ruinas de la antigua Venta de San Medel, activa hasta 1928.
- Ruinas de un antiguo molino activo hasta 1950.
- Ruinas del Acueducto de San Medel, con dieciocho ojos, se derrumbó a mediados del siglo XX y abastecía de agua a Zamarramala desde la histórica Fuente de Rubiales.[11][4]

### Fiestas
- San Cristóbal, el 25 de mayo, con una misa en la capilla próxima a la gasolinera.
- San Martín, el 11 de noviembre, dándose una cazuela de castañas a todo el que ayudara en la limpia de las caceras.[6]